# اچ‌ام‌ای‌اس سوان (دی‌ئی ۵۰)
اچ‌ام‌ای‌اس سوان (دی‌ئی ۵۰) (به انگلیسی: HMAS Swan (DE 50)) یک کشتی بود که طول آن ۳۷۲ فوت (۱۱۳ متر) بود. این کشتی در سال ۱۹۶۷ ساخته شد.